# توباگو
توباگو (به لاتین: Tobago) جزیره کوچکتر از دو جزیرهٔ اصلی هستند که جمهوری ترینیداد و توباگو را تشکیل می‌دهند. این جزیره در جنوب کاراییب، شمال شرقی جزیره ترینیداد و جنوب شرقی گرنادا واقع است. بنا بر قدیمی‌ترین منابع زبان انگلسی یاد شده در فرهنگ انگلیسی آکسفورد،نامی داشت که به انگلیسی تنباکو شده‌است.